# Trial de Sant Llorenç 1977
L'edició de 1977 del Trial de Sant Llorenç fou la 11a d'aquesta prova, organitzada pel Motor Club Terrassa. El trial era la quarta prova del Campionat del Món d'aquell any i tingué lloc el 6 de març pels voltants de Sant Llorenç del Munt, amb sortida a Matadepera, Vallès Occidental. Hi participaren 94 pilots, els quals hagueren de superar 25 zones repartides al llarg d'un recorregut que calia completar 2 vegades.
En aquella edició, la dificultad de les zones fou considerada alta pels experts, destacant-hi el terreny esglaonat i amb abundància de pedres.

## Zones
Algunes de les 25 zones marcades per a aquest trial eren habituals d'aquesta prova i es varen fer servir en diverses edicions, com ara aquestes:
| Nom              | Situació                                                                                           |
| ---------------- | -------------------------------------------------------------------------------------------------- |
| Torre de l'Àngel | A 200 m del quilòmetre 7,2 de la carretera de Terrassa a Talamanca (BV-1221)                       |
| Reietó           | Al Torrent de la Riba                                                                              |
| Tobogan          | Íd.                                                                                                |
| Ratolí           | Íd.                                                                                                |
| Casa Vella       | Prop de la Casa Vella de l'Obac, accés al Km 9,700 de la carretera de Terrassa a Rellinars (B-122) |
| Many             | Prop del Km 13 de la carretera B-122                                                               |
| Zona de l'Aureli | Font de Carlets, accés al Km 12,500 de la carretera B-122                                          |
| Conill           | Accés en moto, vora la Font del Conill                                                             |

A tall d'exemple, tot seguit se'n descriuen un parell:
- "Many": La zona començava al fons de la vall que mena a la Font de Carlets -un cop baixat el vessant de muntanya que anava a donar al revolt de la carretera de Rellinars, a tocar de l'entrada de la vila- i constava d'una pujada molt forta i llarga. Era una zona feréstega, enmig d'un alzinar i envoltada d'esbarzers, matolls i tota mena d'arbres frondosos.
- "Zona de l'Aureli". Als voltants de la Font de Carlets, era una de les més difícils de la prova i començava amb un brusc descens sobre roca que anava a parar, després d'un revolt tancat, a un rierol. Tot seguit calia girar 90° i superar un alt esglaó per a iniciar un costerut ascens per la roca, amb terra solta i arrels; un cop superat l'escull, una forta baixada sobre la roca lliscant tornava a desembocar al rierol, el qual calia passar a gual i pujar després un fort i llarg pendent de terra.[4]

## Classificació
| Posició | Pilot            | Motocicleta | Punts |
| ------- | ---------------- | ----------- | ----- |
| 1       | Yrjö Vesterinen  | Bultaco     | 62,9  |
| 2       | Martin Lampkin   | Bultaco     | 76,2  |
| 3       | Bernie Schreiber | Bultaco     | 89,4  |
| 4       | Ulf Karlson      | Montesa     | 98,3  |
| 5       | Charles Coutard  | Bultaco     | 116,8 |
| 6       | Manuel Soler     | Bultaco     | 118,3 |
| 7       | Malcolm Rathmell | Montesa     | 121,9 |
| 8       | Rob Shepherd     | Honda       | 124,1 |
| 9       | Nigel Birkett    | Montesa     | 127,6 |
| 10      | Thore Evertsson  | Bultaco     | 135,1 |